# ジュリアン・ベシア
ジュリアン・サバトイ・ベシア（Julian Subatoi Bashir）は、SFテレビドラマ『スタートレック』シリーズの『スタートレック:ディープ・スペース・ナイン』に登場する架空の人物。

## 概要
ディープ・スペース・ナインシリーズにおけるドクター役のレギュラーキャスト。アレクサンダー・シディグが演じた。米国英語での発音は「バシアー」に近い。日本語版の声優は第5シーズンまでが藤原啓治、第6シーズンからが中村大樹、『新スタートレック』ゲスト出演時（第6シーズン「バースライト」）は家中宏。

## 作中の人物像
女好きで、若者らしい経験のなさ、配慮のなさを見せる新人士官として登場。しかし患者に向き合うときは真摯で熱心な医師に変身する、優秀な艦隊医療士官である。その優秀さは、緊急用医療ホログラムの開発が行われた際、基本プログラムの素体として選ばれたほどである。だが患者と精神的に向き合う事はやや苦手な様で、患者から時々そこを指摘されたりもした。エズリ・ダックスがカウンセラーとして赴任してからは、専らそちら方面は彼女に任せきっているようである。
ディープ・スペース・ナインの機関チーフマイルズ・オブライエンとは大の親友で、しょっちゅう共に食事を取ったり、ダーツをしたり、酒を飲み愚痴を言い合ったりしている。彼とは頻繁に世界大戦当時やアメリカ西部開拓時代のホロスイートを共にプレイしている（一人ではスパイ映画をプレイしている）。
　　　

### キャラクター
幼少時は知能の発達が遅れ、本人の弁によれば「同世代の子供が勉強を始めるようになっても犬と猫の区別もつかなかった」ほどであった。そんな彼の将来を憂えた両親が遺伝子操作を施し、頭脳・身体ともに強化された。幼名はジュールス(Jules)だったが、遺伝子操作治療以降、自ら捨てる。スタートレックの世界では1996年に終結した優生戦争以後、遺伝子操作が禁じられており、それが露見した際に罪に問われ免職されそうになる。しかし遺伝子操作治療が幼少時に本人の意思とは無関係に行われたこと、父親がすべての責任は自分にあると訴えたこともあり、父親が刑務所に2年服役することを条件に、本人は艦隊に残ることが出来た。ドミニオンとの戦闘の際にジェムハダーを倒したりベンジャミン・シスコ大佐曰く「バルカン人と渡り合える」といった点を考慮すると身体能力はクリンゴン人並のようである。またセクション31のルーサー・スローンに協力してロミュラス星に赴いた折にコヴァルを観察した際の描写によると、観察力も強化されている。
遺伝子操作された事を隠す意味もあって、医科大学を卒業する際、テストの簡単な部分をわざと間違えて（目立たない様に？）2位になっている。クワークのバーで仲間とダーツに興じる事も多いが、遺伝子強化で目と腕のコントロールも強化されている事がばれて以来、彼だけ柱の影などからプレイする事になった。
遺伝子操作が明らかになってから、彼の周りに次々と変わった者達が現れる。その１つがドクターローズに治療の一環で連れてこられた4人組（ヒゲのジャック、小太りなパトリック、妖艶なローレン、寡黙なセレーナ）。彼らはべシアと同じ遺伝子操作された者達であり、言動に少々難があるがずば抜けて能力が高く、惑星連邦中央司令部が注目するほどのドミニオン戦争の未来予測を考え出す等、非常に高度な解析力も持っていた。中でも最も特別な来訪者は惑星連邦の暗部、高官でさえ存在が知らされていない超秘密諜報組織「セクション31」である。ドミニオンの捕虜になり可変種に偽者とすり替わられた遺伝子操作者という、特別な存在であるベシアに強い興味を持つ。彼に対し惑星連邦への忠誠心を試す大掛かりなテストを行ったり、前述のスローンが直接彼を組織の一員になるようスカウトしに来たりもした。当然ベシアはその誘いを拒否するがその後も勧誘は続いた。
ベシアはその後一切セクション31と接触を持たない事にしたが、オドーの伝染病の原因がセクション31であり、治療方法も彼らしか知らないと確信すると、偽情報を流す事で接触を試みる。その作戦はうまく行き、現れたスローンを拘束、彼の深層意識に潜り込む事で治療方法を得る事に成功している。なおスローンは情報漏えいを防ぐ為に、脳死を誘発する毒で自殺している。

### 人間性
データとの最初の出会いから程なくして彼を人間として尊重し、周囲から警戒されがちなガラックとも友情を育む等、基本的に差別意識が全くない根っからの善人であり、前述のいきさつから分かるように医学的使命感が高く、時々危険を冒してでもそれを遂行しようとする。病気の治療法を発見する為に数日間徹夜するのは当たり前。ジェムハダーの捕虜になった際、敵である彼らのテトラセル・ホワイト中毒を治す為、オブライエンの脱出計画を拒否したぐらいである。また大ダメージを受けたディファイアント内で毒ガスの充満するセクションに取り残されたジャッジア・ダックスを助けるべく単身飛び込んだりもしている。
といっても飛び込んだのはジャッジアに対して特別な感情を持っていたせいでもあると考えられる。実際彼女にプロポーズをする気だったようだが、彼女とウォーフとの結婚でその想いは終わる。だがジャッジアの死去後に現れたエズリ・ダックスは、実はジャッジア自身でも知らない所でベシアに惹かれていた事に気づき、彼に接近し、そして交際するようになった。

### キャリア
宇宙艦隊医療アカデミーを次席で卒業後、ディープ・スペース・ナインに医療主任として赴任。赴任時は中尉。後に大尉。後年、DS9に配属された『U.S.S.ディファイアント』にも乗務、負傷者の治療に腕や知識を振るっている。

### 家族
- リチャード・ベシア（Richard Bashir）（父）-無責任な性格とされる。ジュリアンに遺伝子強化を施す。ジマーマン博士が新型の医療用ホログラムのモデルにジュリアンを選んだ際、試作型ホログラムをジュリアンと誤認して話しかけたことからこの事実が発覚。最終的にジュリアンが医療士官としてのキャリアを続けることと引き換えにニュージーランドの刑務所に行くことを選ぶ。
- アムシャ・ベシア（Amsha Bashir）（母）

### その他
学会へ出席する途中で襲撃され数週間にわたってドミニオンの捕虜になっていたことがあり、その間、創設者が彼に成りすましてディープ・スペース・ナインに潜入していた。それはちょうど、宇宙艦隊の制服が切り替わる時期と重なっており、ベシアは旧制服のままで囚われていた。そのことから、キラヨシ・オブライエンの分娩に立ち会ったベシア（新しい制服）は偽者だと判断できるが、本編では言及されていない。